# Emma Suárez
Pour les articles homonymes, voir Suárez.
Emma Suárez, née à Madrid le 25 juin 1964, est une actrice espagnole. Active à la fois au cinéma, à la télévision et au théâtre, elle est notamment lauréate de trois prix Goya.

## Biographie
Issue d'une famille sans rapport avec le monde du spectacle, c'est une actrice autodidacte. Alors qu'elle n'a que quatorze ans, son père l'envoie au casting qui changera sa vie, pour l'adaptation des Mémoires de Leticia Valle de Rosa Chacel par Miguel Ángel Rivas. Dès ses premiers rôles, elle acquiert le statut d'actrice culte, attirée par les films étranges, les réalisateurs marginaux, les personnages turbulents.
Dans les années 1990, le jeune Julio Medem fait d'elle son actrice fétiche (Martín, Vacas, L'Écureuil rouge, Tierra) et l'icône sexuelle de beaucoup d'Espagnols. En 1996, son rôle versifié de Diana, comtesse de Belflor, dans Le Chien du jardinier de Pilar Miró, d'après Lope de Vega, lui vaut le Goya de la meilleure actrice ainsi que le Fotogramas de Plata. Elle est également nommée au Goya de la meilleure actrice en 1993 pour L'Écureuil rouge, en 2007 pour Bajo las estrellas et en 2010 pour La mosquitera.
Dans les années 2000, elle est plus discrète au cinéma : c'est au théâtre qu'elle obtient ses plus beaux rôles, dans Les Bonnes de Genet, Le deuil sied à Électre de O'Neill, ou encore Oncle Vania de Tchekhov.
En 2016, elle obtient le rôle-titre de Julieta de Pedro Almodóvar. Grâce à ce film, elle vient pour la deuxième fois en compétition officielle au festival de Cannes, après Tierra en 1996. Fait exceptionnel, lors de la 31e cérémonie des Goyas, elle obtient à la fois celui de la meilleure actrice et celui de la meilleure actrice dans un second rôle, pour ses rôles dans Julieta et La propera pell.
En 2017 elle est membre du jury du 65e Festival de Saint-Sébastien, présidé par John Malkovich.

## Vie personnelle
Emma Suárez est une actrice discrète, voire mystérieuse. Elle a été en couple de 1992 à 1997 avec le réalisateur Juan Estelrich Jr., qui lui a offert deux rôles et un fils, Juan, né en 1992. Elle a également eu une fille en 2005, Ada Marta, avec le chanteur argentin Andy Chango (es).
Elle est la sœur de Carlos Bodelón, directeur artistique notamment pour Ridley Scott et Pedro Almodóvar.

## Filmographie

### Cinéma
- 1984 : Sesión continua de José Luis Garci : Sonia
- 1988 : El placer de matar de Félix Rotaeta
- 1992 : Vacas de Julio Medem : Cristina
- 1993 : L'Écureuil rouge (La ardilla roja) de Julio Medem : Lisa
- 1996 : Tierra de Julio Medem : Ángela
- 1996 : Le Chien du jardinier (El perro del hortelano) de Pilar Miró : Diana
- 1999 : Raisons de vivre (Sobreviviré) d'Alfonso Albacete et David Menkes : Marga
- 2010 : Herois de Pau Freixas : Glòria
- 2016 : Julieta de Pedro Almodóvar : Julieta
- 2016 : La propera pell d'Isaki Lacuesta et Isa Campo : Ana
- 2017 : Les Filles d'Avril (Las hijas de Abril) de Michel Franco : Avril
- 2018 : Banco (70 binlandes) de Koldo Serra : Raquel

## Distinctions

### Récompenses
- Prix Goya 1997 : Goya de la meilleure actrice pour Le Chien du jardinier
- Prix Goya 2017 : Goya de la meilleure actrice pour Julieta et Goya de la meilleure actrice dans un second rôle pour La propera pell
- Médaille d'or du mérite des beaux-arts en 2020, décernée par le Ministère de la Culture espagnol [4]

### Nominations
- 3 autres nominations aux Prix Goya